# 1985—1988年香港立法局
立法局是英屬香港的立法機構。1985年的立法局選舉為英屬香港首次舉行的立法局間接選舉，開啟香港的代議政制。此屆立法局共有57席（15席官守議席及42席非官守議席）。4席為當然議席（總督、布政司、財政司及律政司），11席為官守委任議席（香港政府人員），46席為非官守委任議席，12席由功能界別選舉產生，1席由全體市政局議員推選，1人由全體區域市政局議員推選，另外10人由各區全體區議員組成的選舉團選出。此屆任期由1985年10月30日至1988年8月25日為止。
以下列表列出1985至1988年香港立法局議員的名單，包括中途逝世、離職及署任的議員。

## 議員列表
| 選舉辦法 | 選區                         | 肖像 | 議員                      | 政治派系              | 任期                           |
| -------- | ---------------------------- | ---- | ------------------------- | --------------------- | ------------------------------ |
| 主席     | 總督                         |      | 尤德                      | 政府                  | 1985年10月30日 - 1986年8月25日 |
| 主席     | 總督                         |      | 鍾逸傑（代理）            | 政府                  | 1987年1月7日 - 1987年4月8日    |
| 主席     | 總督                         |      | 衞奕信                    | 政府                  | 1987年4月9日 - 1988年8月25日   |
| 當然     | 布政司                       |      | 鍾逸傑                    | 政府                  | 1985年10月30日至1986年12月10日 |
| 當然     | 布政司                       |      | 霍德                      | 政府                  | 1986年12月15日至1988年8月25日  |
| 當然     | 財政司                       |      | 彭勵治                    | 政府                  | 1985年10月30日至1986年5月28日  |
| 當然     | 財政司                       |      | 翟克誠                    | 政府                  | 1986年6月4日至1988年8月25日    |
| 當然     | 律政司                       |      | 唐明治                    | 政府                  | 1985年10月30日至1988年3月17日  |
| 當然     | 律政司                       |      | 馬富善                    | 政府                  | 1988年4月1日至1988年8月25日    |
| 委任     | 官守（運輸司）               |      | 麥法誠                    | 政府                  | 1985年10月30日 - 1986年6月25日 |
| 委任     | 官守（運輸司）               |      | 高禮和                    | 政府                  | 1986年7月2日 - 1987年1月21日   |
| 委任     | 官守（運輸司）               |      | 梁文建                    | 政府                  | 1987年2月18日 - 1988年8月25日  |
| 委任     | 官守（地政工務司）           |      | 陳乃強                    | 政府                  | 1985年10月30日 - 1986年7月30日 |
| 委任     | 官守（地政工務司）           |      | 班禮士                    | 政府                  | 1986年10月8日 - 1988年8月25日  |
| 委任     | 官守（教育統籌司）           |      | 韓達誠                    | 政府                  | 1985年10月30日 - 1986年7月30日 |
| 委任     | 官守（教育統籌司）           |      | 布立之                    | 政府                  | 1986年10月8日 - 1988年8月25日  |
| 委任     | 官守（工商司）               |      | 何鴻鑾                    | 政府                  | 1985年10月30日 - 1987年4月1日  |
| 委任     | 官守（工商司）               |      | 麥高樂                    | 政府                  | 1987年4月7日 - 1988年3月3日    |
| 委任     | 官守（保安司）               |      | 謝法新                    | 政府                  | 1985年10月30日 - 1988年2月10日 |
| 委任     | 官守（保安司）               |      | 班乃信                    | 政府                  | 1988年3月1日 - 1988年8月25日   |
| 委任     | 官守（衛生福利司）           |      | 湛保庶                    | 政府                  | 1985年10月30日 - 1988年6月22日 |
| 委任     | 官守（政務司）               |      | 廖本懷                    | 政府                  | 任滿整個會期                   |
| 委任     | 官守（房屋司）               |      | 杜迪                      | 政府                  | 1986年4月16日 - 1986年7月30日  |
| 委任     | 官守（行政司）               |      | 曹廣榮                    | 政府                  | 1988年3月9日 - 1988年8月25日   |
| 委任     | 非官守                       |      | 鄧蓮如 （首席非官守議員） | 保守派（商界）        | 任滿整個會期                   |
| 委任     | 非官守                       |      | 陳壽霖                    | 保守派                | 1985年10月30日至1987年8月31日  |
| 委任     | 非官守                       |      | 何承天                    | 保守派                | 1987年10月1日 - 1988年8月25日  |
| 委任     | 非官守                       |      | 王澤長                    | 保守派                | 任滿整個會期                   |
| 委任     | 非官守                       |      | 何錦輝                    | 保守派                | 任滿整個會期                   |
| 委任     | 非官守                       |      | 李鵬飛                    | 保守派（商界）        | 任滿整個會期                   |
| 委任     | 非官守                       |      | 胡法光                    | 保守派（商界）        | 任滿整個會期                   |
| 委任     | 非官守                       |      | 黃保欣                    | 保守派                | 任滿整個會期                   |
| 委任     | 非官守                       |      | 施偉賢                    | 保守派                | 任滿整個會期                   |
| 委任     | 非官守                       |      | 周梁淑怡                  | 保守派（商界）        | 任滿整個會期                   |
| 委任     | 非官守                       |      | 葉文慶                    | 保守派                | 任滿整個會期                   |
| 委任     | 非官守                       |      | 范徐麗泰                  | 保守派                | 任滿整個會期                   |
| 委任     | 非官守                       |      | 伍周美蓮                  | 保守派                | 任滿整個會期                   |
| 委任     | 非官守                       |      | 潘永祥                    | 保守派                | 任滿整個會期                   |
| 委任     | 非官守                       |      | 楊寶坤                    | 保守派                | 任滿整個會期                   |
| 委任     | 非官守                       |      | 湛佑森                    | 保守派                | 任滿整個會期                   |
| 委任     | 非官守                       |      | 潘宗光                    | 保守派                | 任滿整個會期                   |
| 委任     | 非官守                       |      | 蘇海文                    | 保守派                | 任滿整個會期                   |
| 委任     | 非官守                       |      | 譚惠珠                    | 香港勵進會 (保守派)   | 任滿整個會期                   |
| 委任     | 非官守                       |      | 張人龍                    | 中間派                | 任滿整個會期                   |
| 委任     | 非官守                       |      | 陳英麟                    | 中間派                | 任滿整個會期                   |
| 委任     | 非官守                       |      | 王䓪鳴                    | 中間派                | 任滿整個會期                   |
| 委任     | 非官守                       |      | 陳鑑泉                    | 自由派                | 任滿整個會期                   |
| 功能組別 | 社會福利界                   |      | 許賢發                    | 自由派                | 任滿整個會期                   |
| 功能組別 | 法律界                       |      | 李柱銘                    | 自由派                | 任滿整個會期                   |
| 功能組別 | 教學界                       |      | 司徒華                    | 自由派                | 任滿整個會期                   |
| 功能組別 | 工業界（第一）               |      | 張鑑泉                    | 保守派                | 任滿整個會期                   |
| 功能組別 | 工業界（第二）               |      | 倪少傑                    | 保守派                | 任滿整個會期                   |
| 功能組別 | 工程、建築、測量及都市規劃界 |      | 鄭漢鈞                    | 保守派                | 任滿整個會期                   |
| 功能組別 | 醫學界                       |      | 招顯洸                    | 保守派                | 任滿整個會期                   |
| 功能組別 | 商界（第一）                 |      | 格士德                    | 保守派                | 任滿整個會期                   |
| 功能組別 | 商界（第二）                 |      | 何世柱                    | 保守派                | 任滿整個會期                   |
| 功能組別 | 金融界                       |      | 李國寶                    | 保守派（商界）        | 任滿整個會期                   |
| 功能組別 | 勞工界                       |      | 譚耀宗                    | 親中派                | 任滿整個會期                   |
| 功能組別 | 勞工界                       |      | 彭震海                    | 親台派                | 任滿整個會期                   |
| 選舉團   | 港島東                       |      | 李汝大                    | 自由派                | 任滿整個會期                   |
| 選舉團   | 港島西                       |      | 廖烈科                    | 保守派                | 任滿整個會期                   |
| 選舉團   | 南九龍                       |      | 陳濟強                    | 自由派                | 任滿整個會期                   |
| 選舉團   | 深水埗                       |      | 鍾沛林                    | 香港勵進會 (保守派)   | 任滿整個會期                   |
| 選舉團   | 九龍城                       |      | 謝志偉                    | 中間派                | 任滿整個會期                   |
| 選舉團   | 黃大仙                       |      | 林鉅成                    | 自由派                | 任滿整個會期                   |
| 選舉團   | 觀塘                         |      | 潘志輝                    | 香港勵進會 (中間派)   | 任滿整個會期                   |
| 選舉團   | 新界東                       |      | 黃宏發                    | 中間派                | 任滿整個會期                   |
| 選舉團   | 新界西                       |      | 戴展華                    | 保守派                | 任滿整個會期                   |
| 選舉團   | 新界南                       |      | 雷聲隆                    | 自由派                | 任滿整個會期                   |
| 選舉團   | 市政局                       |      | 張有興                    | 香港公民協會 (中間派) | 任滿整個會期                   |
| 選舉團   | 區域市政局                   |      | 劉皇發                    | 保守派                | 任滿整個會期                   |

### 署理議員列表
| 選舉辦法 | 選區                   | 議員   | 政治派系 | 任期 |
| -------- | ---------------------- | ------ | -------- | --- |
| 委任     | 官守（署理地政工務司） | 施祖祥 | 政府     | 1986年1月15日 - 1986年1月22日                                                                                            |
| 委任     | 官守（署理地政工務司） | 區士培 | 政府     | 1987年10月7日 - 1987年10月28日                                                                                           |
| 委任     | 官守（署理地政工務司） | 宋達仕 | 政府     | 1986年1月15日 - 1986年1月22日 1988年3月9日 - 1988年3月9日 1988年6月15日 - 1988年7月20日                                  |
| 委任     | 官守（署理地政工務司） | 湯連生 | 政府     | 1986年3月26日 - 1986年3月27日                                                                                            |
| 委任     | 官守（署理工商司）     | 施祖祥 | 政府     | 1986年1月8日 - 1986年1月8日                                                                                              |
| 委任     | 官守（署理工商司）     | 韋忠信 | 政府     | 1986年6月25日 - 1986年6月25日 1986年7月9日 - 1986年7月30日 1986年11月5日 - 1986年11月6日 1986年11月26日 - 1986年11月26日 |
| 委任     | 官守（署理工商司）     | 楊啟彥 | 政府     | 1987年7月8日 - 1987年7月16日 1987年10月14日 - 1987年10月21日 1987年12月2日 - 1987年12月2日                               |
| 委任     | 官守（署理行政司）     | 鍾麗幗 | 政府     | 1988年5月11日 - 1988年5月11日                                                                                            |
| 委任     | 官守（署理房屋司）     | 彭玉陵 | 政府     | 1985年10月30日 - 1985年12月18日 1986年2月5日 - 1986年4月9日                                                              |
| 委任     | 官守（署理房屋司）     | 鮑文   | 政府     | 1986年1月8日 - 1986年1月29日                                                                                             |
| 委任     | 官守（署理政務司）     | 屈珩   | 政府     | 1986年2月5日 - 1986年2月5日                                                                                              |
| 委任     | 官守（署理政務司）     | 周德熙 | 政府     | 1987年7月8日 - 1987年7月16日 1987年11月11日 - 1987年11月11日 1988年1月13日 - 1988年1月20日                               |
| 委任     | 官守（署理教育統籌司） | 柏景年 | 政府     | 1985年10月30日 - 1985年10月30日 1986年1月8日 - 1986年1月8日 1986年3月26日 - 1986年3月27日 1987年5月20日 - 1987年7月16日  |
| 委任     | 官守（署理教育統籌司） | 藍鴻震 | 政府     | 1986年7月9日 - 1986年7月16日                                                                                             |
| 委任     | 官守（署理教育統籌司） | 黃星華 | 政府     | 1988年2月3日 - 1988年2月10日 1988年6月22日 - 1988年7月20日                                                               |
| 委任     | 官守（署理運輸司）     | 藍鴻震 | 政府     | 1986年12月3日 - 1987年1月14日                                                                                            |
| 委任     | 官守（署理運輸司）     | 莊士信 | 政府     | 1987年7月15日 - 1987年7月16日                                                                                            |
| 委任     | 官守（署理運輸司）     | 麥振芳 | 政府     | 1988年6月15日 - 1988年6月15日 1988年7月20日 - 1988年7月20日                                                              |
| 委任     | 官守（署理衛生福利司） | 周德熙 | 政府     | 1985年7月24日 - 1985年8月7日                                                                                             |
| 委任     | 官守（署理衛生福利司） | 薛明   | 政府     | 1986年7月9日 - 1986年7月30日                                                                                             |
| 委任     | 官守（署理衛生福利司） | 許雄   | 政府     | 1988年6月29日 - 1988年7月20日                                                                                            |